# 吹田駅 (JR西日本)
吹田駅（すいたえき）は、大阪府吹田市朝日町にある、西日本旅客鉄道（JR西日本）東海道本線の駅である。駅番号はJR-A44。「JR京都線」の愛称区間に含まれている。

## 概要
約39万人の人口を抱える、吹田市の代表駅である。市内の駅ではOsaka Metro・北大阪急行の江坂駅に次いで乗降客数が多い。
かつては東海道本線支線（JR貨物においては梅田貨物線、JR西日本においては北方貨物線）と片町線貨物支線（城東貨物線）の書類上の起終点であったが、実際の線路は吹田信号場（旧：吹田操車場）で分岐していた。そのため、吹田貨物ターミナル駅の開業の際に、実態に合わせてこれらの起終点も同駅に変更され、当駅は東海道本線単独駅となった。
京都支社が管轄する最南端の駅であり、東海道本線の京都支社管轄区間では最も西に位置する（京都支社管轄の最西端は山陰本線（嵯峨野線）の園部駅）。

## 歴史
- 1876年（明治9年）8月9日：官設鉄道の高槻駅 - 大阪駅間に新設開業[2]。旅客・貨物の取り扱いを開始[2]。
- 1895年（明治28年）4月1日：線路名称制定。東海道線（1909年（明治42年）より東海道本線）の所属となる。
- 1918年（大正7年）8月1日：当駅を分岐点として、神崎駅（現在の尼崎駅）方面への貨物支線（北方貨物線）が開業。
- 1929年（昭和4年）3月15日：片町線貨物支線（城東貨物線）が延伸し、当駅に乗り入れる。
- 1934年（昭和9年）6月2日：上淀川仮信号場の廃止により、梅田駅方面への貨物支線（梅田貨物線）の分岐駅となる。
- 1979年（昭和54年）
  - 8月1日：現在の中央口駅舎が使用開始となる。
  - 10月：駅周辺の再開発が完成し、駅ビルを含む商業施設「吹田さんくす」が開業。
- 1984年（昭和59年）2月1日：当駅での貨物の取り扱いが廃止[2]。アサヒビール吹田工場へ専用線が続き、貨物輸送を行っていた。
- 1987年（昭和62年）4月1日：国鉄分割民営化により、西日本旅客鉄道（JR西日本）の駅となる[2]。
- 1988年（昭和63年）3月13日：路線愛称の制定により、「JR京都線」の愛称を使用開始。
- 1997年（平成9年）7月27日：自動改札機を設置し、供用開始[4]。
- 1998年（平成10年）4月29日：東口改札が移転[5]。
- 2002年（平成14年）7月29日：JR京都・神戸線運行管理システム導入[6]。電光掲示板導入。
- 2003年（平成15年）11月1日：ICカード「ICOCA」の利用が可能となる。
- 2007年（平成19年）
  - 1月27日：エレベーター、エスカレーターの使用を開始。
  - 3月18日：駅自動放送を更新。
- 2012年（平成24年）
  - 4月：新大阪・大阪・三ノ宮方面に折り返し設備が新設される。
  - 10月8日：北方貨物線ならびに城東貨物線の起点が当駅から吹田貨物ターミナル駅に改められる[7]。
- 2013年（平成25年）3月16日：梅田貨物線の起点が当駅から吹田貨物ターミナル駅に改められる[8]。
- 2015年（平成27年）3月12日：入線警告音の見直しに伴い、接近メロディ導入[9]。
- 2018年（平成30年）3月17日：駅ナンバリングが導入され、使用を開始する。
- 2023年（令和5年）5月31日：みどりの窓口の営業を終了[10]。

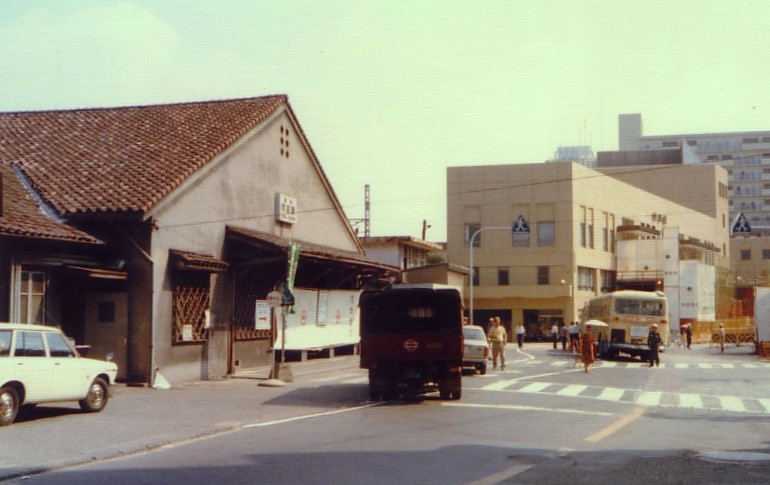
新旧の中央口駅舎（1979年8月）

## 駅構造
貨物線をのぞけば、2面4線の島式ホームであるが、普通電車のみが停車する関係で内側の2線のみが使われる。外側は通過列車のみのため、ホームには安全柵が設置されている。また、柱や梁の一部が木製の、古い屋根が現在でも残されている。東淀川方に両渡り線、および岸辺方に折り返し用の引き上げ線がある関係で、場内・出発信号機を有する。ただし、貨物線の場内信号機は当駅ではなく吹田貨物ターミナル駅の設備であるため、貨物線を経由する列車の運転取扱においては当駅での採時は行われない。停車場に分類される。
中央口の駅舎はイオン吹田店（旧：ダイエー吹田店）を核店舗とする商業施設「吹田さんくす」の一部になっている。エスカレーターとエレベーターの新設工事が行われていたために、当駅の大阪側の階段は2005年秋から約1年2か月間通行不可能であった。工事完了後、大阪側は大阪駅御堂筋口同様エスカレーターだけとなっている。
吹田駅東口は地下に改札があり、ハートイン・ビアードパパの作りたて工房がある。2021年2月末までは現在のビアードパパの作りたて工房があるところに神戸屋があった。ホームと東口改札は当駅北口の再開発後もスロープで結ばれている。トイレは設置されている。
直営駅で、高槻駅の管理下にあるが、茨木駅と共に地区駅長が配置され、当駅は岸辺駅を管轄している。自動券売機、みどりの券売機プラスが設置されている。アーバンネットワークエリアに属しており、ICOCAおよびその相互利用対象カードの利用可能駅である。

### のりば
| のりば | 路線      | 方向 | 線路   | 行先                       |
| ------ | --------- | ---- | ------ | -------------------------- |
| 1      | AJR京都線 | 下り | 外側線 | （通過列車のみのため閉鎖） |
| 2      | JR京都線  | 下り | 内側線 | 大阪・三ノ宮方面           |
| 3      | JR京都線  | 上り | 内側線 | 高槻・京都方面             |
| 4      | AJR京都線 | 上り | 外側線 | （通過列車のみのため閉鎖） |

- 上表の路線名は旅客案内上の名称（愛称）で表記している。

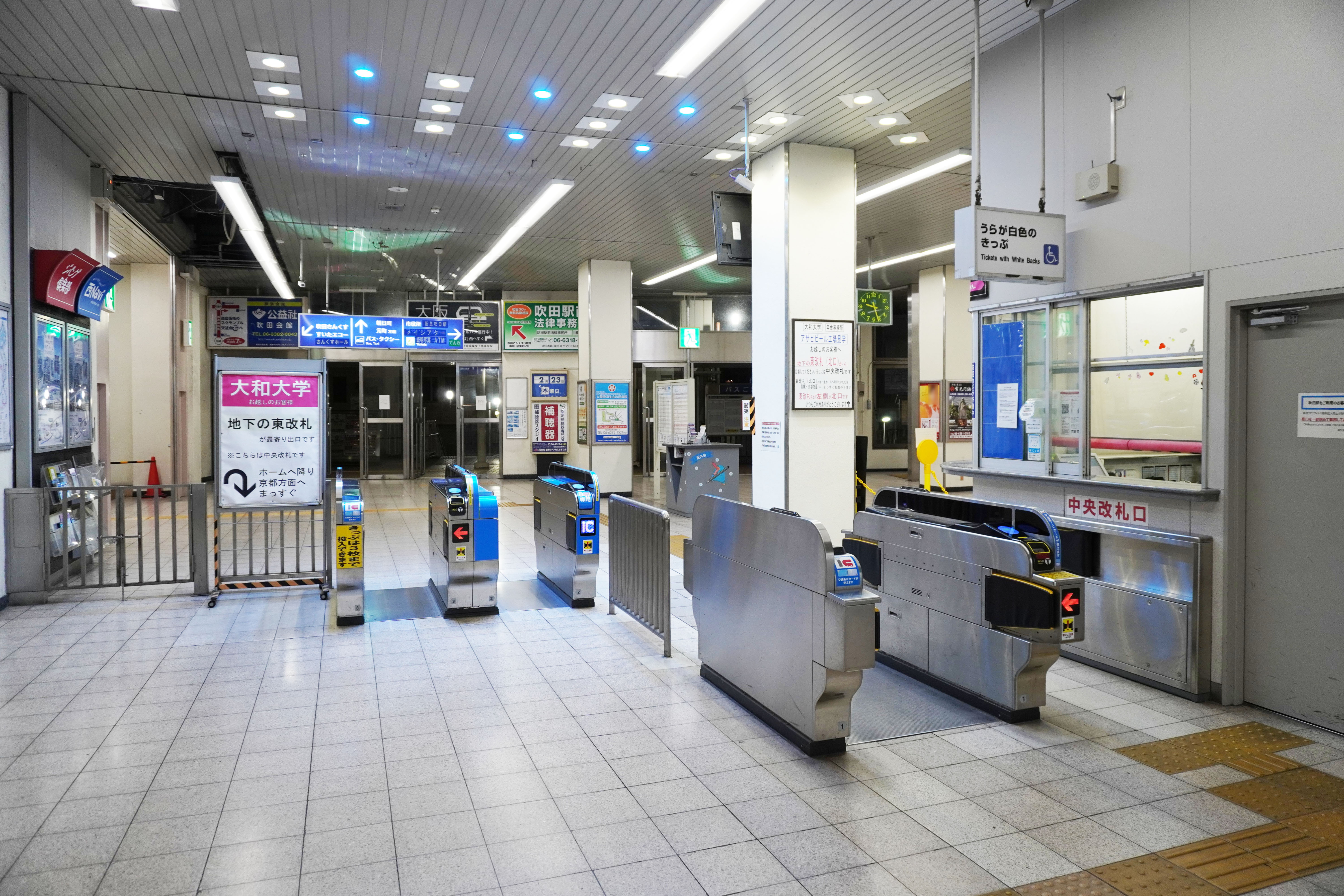
中央改札（2023年2月）
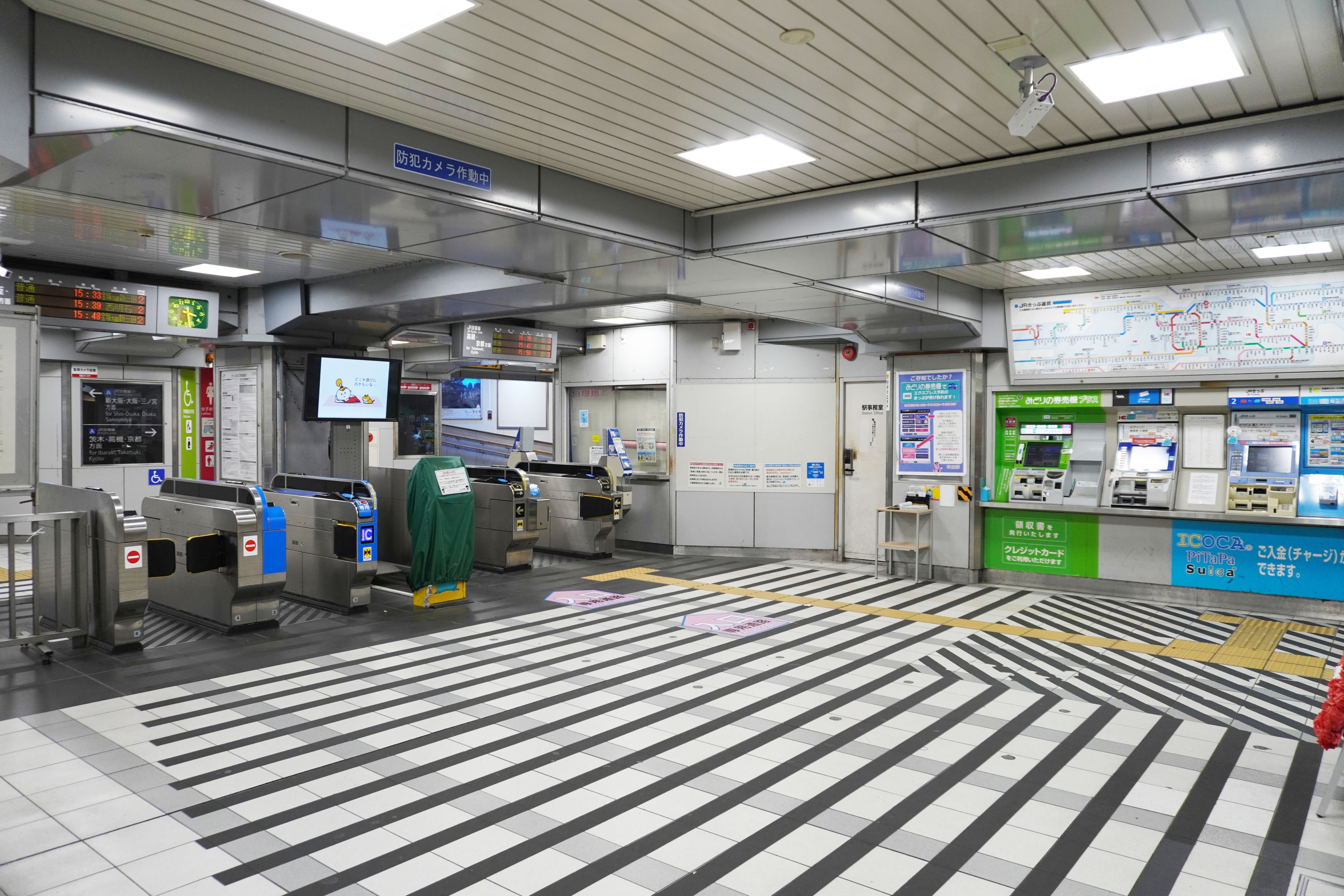
東改札（2023年2月）
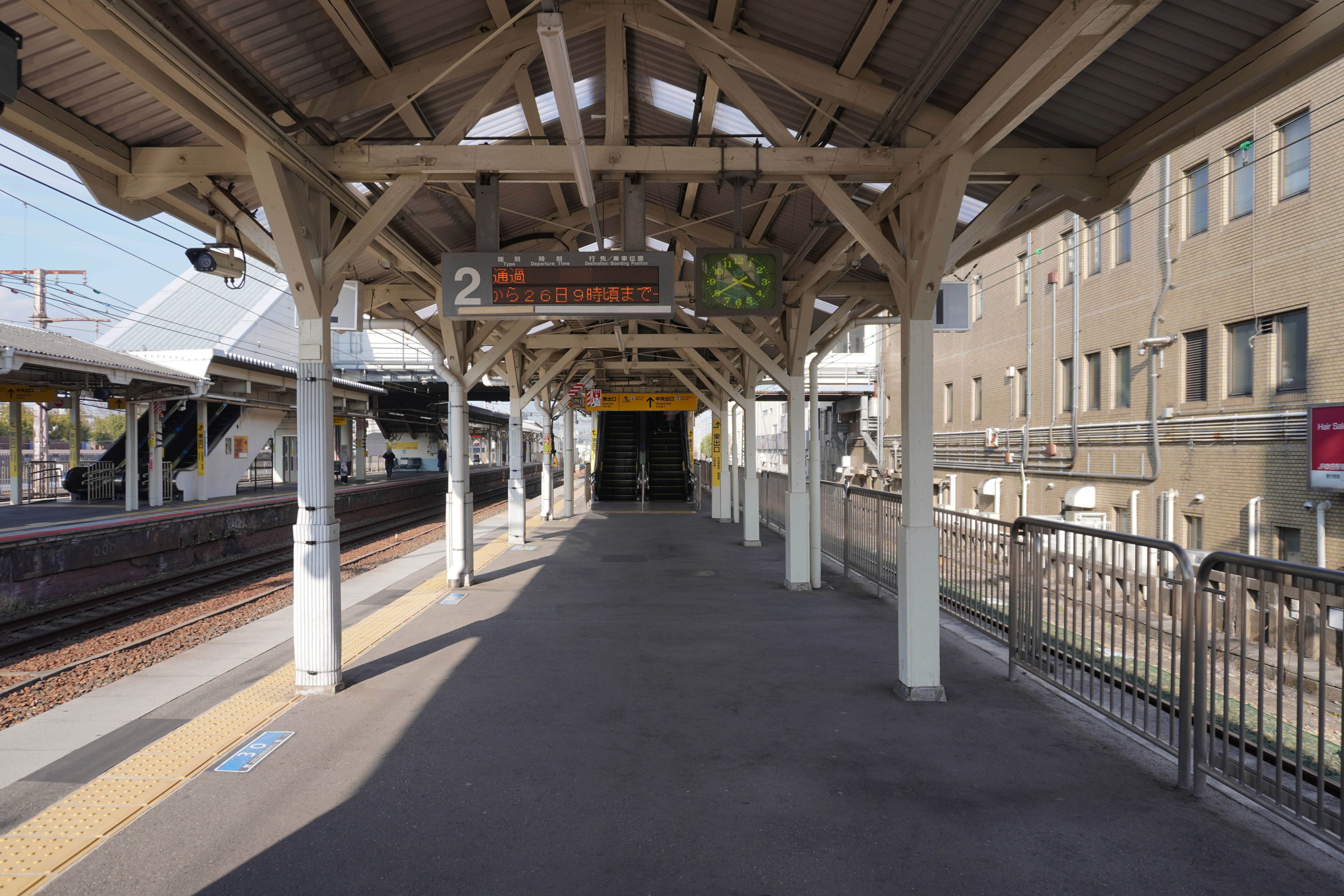
1・2番のりばホーム（2023年2月）
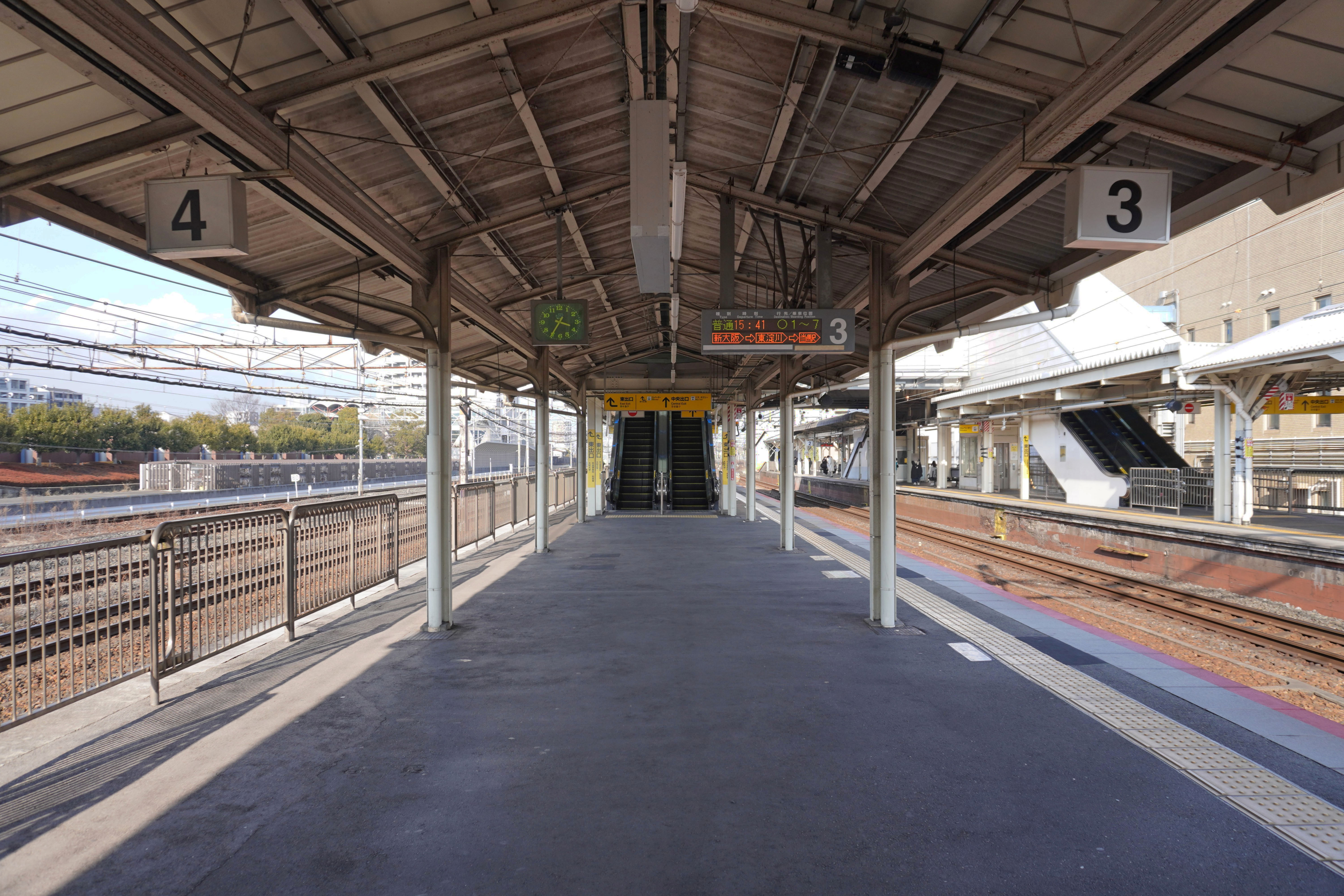
3・4番のりばホーム（2023年2月）

### 引き上げ線を使用する電車について
2023年現在、早朝に当駅折り返しの普通1本が設定されている。
国鉄時代の1986年11月1日のダイヤ改正以降、当駅止まりの各駅停車は設定されていなかったが、1995年9月1日のダイヤ改正で当駅始発の新三田行きが朝に3本（新大阪駅→当駅間は回送・塚本駅は通過）設定され、1997年3月8日および1998年10月3日に高槻発に変更になった。2011年3月12日のダイヤ改正で当駅折り返しの各駅停車が再び設定された。なお、1987年4月1日時点では、当駅始発で、大阪・神戸方面西明石・加古川行きの設定があった。
また、2011年3月12日のダイヤ改正までは、当駅京都方の引き上げ線で「タンゴエクスプローラー」の回送列車が折り返す設定があった。事故・各種トラブルなどでダイヤに乱れが生じた場合は、京都方面行きの各駅停車が当駅で運転を打ち切られ、折り返し当駅始発として運転されることが多い。このため吹田行きの方向幕も設定されている。前述の大阪駅側への両渡り線設置に伴い、ダイヤが乱れた場合には快速電車を新大阪駅発着に変更（新大阪駅 - 当駅間は回送）の上で、当駅で折り返すことも可能となった。

## 利用状況
2023年（令和5年）度の1日平均乗車人員は22,131人。JR京都線で普通列車のみ停車する駅では最も多く、JR西日本全駅では42位。
各年度の1日平均乗車人員は以下の通りである。
| 年度               | 1日平均 乗車人員 | 増減率 | 順位 | 定期利用状況 | 定期利用状況 | 出典            | 出典          |
| 年度               | 1日平均 乗車人員 | 増減率 | 順位 | 1日平均      | 定期率       | JR西日本        | 大阪府        |
| ------------------ | ---------------- | ------ | ---- | ------------ | ------------ | --------------- | ------------- |
| 1988年（昭和63年） | 21,008           |        |      | 12,878       | 61.3%        |                 | [ 大阪府 1 ]  |
| 1989年（平成元年） | 20,996           | -0.1%  |      | 12,827       | 61.1%        |                 | [ 大阪府 1 ]  |
| 1990年（平成02年） | 21,486           | 2.3%   |      | 13,020       | 60.6%        |                 | [ 大阪府 2 ]  |
| 1991年（平成03年） | 21,702           | 1.0%   |      | 13,075       | 60.2%        |                 | [ 大阪府 3 ]  |
| 1992年（平成04年） | 21,835           | 0.6%   |      | 13,232       | 60.6%        |                 | [ 大阪府 4 ]  |
| 1993年（平成05年） | 21,768           | -0.3%  |      | 13,243       | 60.8%        |                 | [ 大阪府 5 ]  |
| 1994年（平成06年） | 21,677           | -0.4%  |      | 13,154       | 60.7%        |                 | [ 大阪府 6 ]  |
| 1995年（平成07年） | 22,332           | 3.0%   |      | 13,414       | 60.1%        |                 | [ 大阪府 7 ]  |
| 1996年（平成08年） | 22,820           | 2.2%   |      | 13,597       | 59.6%        |                 | [ 大阪府 8 ]  |
| 1997年（平成09年） | 22,902           | 0.4%   |      | 13,709       | 59.9%        |                 | [ 大阪府 9 ]  |
| 1998年（平成10年） | 22,634           | -1.2%  |      | 13,553       | 59.9%        |                 | [ 大阪府 10 ] |
| 1999年（平成11年） | 22,501           | -5.9%  |      | 13,411       | 59.6%        |                 | [ 大阪府 11 ] |
| 2000年（平成12年） | 22,584           | 0.4%   |      | 13,483       | 59.7%        |                 | [ 大阪府 12 ] |
| 2001年（平成13年） | 22,698           | 0.5%   |      | 13,602       | 59.9%        |                 | [ 大阪府 13 ] |
| 2002年（平成14年） | 22,580           | -0.5%  |      | 13,613       | 60.3%        |                 | [ 大阪府 14 ] |
| 2003年（平成15年） | 22,630           | 0.2%   |      | 13,717       | 60.6%        |                 | [ 大阪府 15 ] |
| 2004年（平成16年） | 22,448           | -0.8%  |      | 13,878       | 61.8%        |                 | [ 大阪府 16 ] |
| 2005年（平成17年） | 22,300           | -0.7%  |      | 13,909       | 62.4%        |                 | [ 大阪府 17 ] |
| 2006年（平成18年） | 22,303           | 0.0%   |      | 13,934       | 62.5%        |                 | [ 大阪府 18 ] |
| 2007年（平成19年） | 22,145           | -0.7%  |      | 13,907       | 62.8%        |                 | [ 大阪府 19 ] |
| 2008年（平成20年） | 22,165           | 0.1%   |      | 13,940       | 62.9%        |                 | [ 大阪府 20 ] |
| 2009年（平成21年） | 21,682           | -2.2%  |      | 13,818       | 63.7%        |                 | [ 大阪府 21 ] |
| 2010年（平成22年） | 21,497           | -0.9%  |      | 13,769       | 64.1%        |                 | [ 大阪府 22 ] |
| 2011年（平成23年） | 21,405           | -0.4%  |      | 13,699       | 64.0%        |                 | [ 大阪府 23 ] |
| 2012年（平成24年） | 21,359           | -0.2%  |      | 13,665       | 64.0%        |                 | [ 大阪府 24 ] |
| 2013年（平成25年） | 21,702           | 1.6%   | 46位 | 13,892       | 64.0%        | [ JR西日本 1 ]  | [ 大阪府 25 ] |
| 2014年（平成26年） | 21,809           | 0.5%   | 46位 | 14,128       | 64.8%        | [ JR西日本 2 ]  | [ 大阪府 26 ] |
| 2015年（平成27年） | 22,430           | 2.8%   | 47位 | 14,563       | 64.9%        | [ JR西日本 3 ]  | [ 大阪府 27 ] |
| 2016年（平成28年） | 22,657           | 1.0%   | 46位 | 14,706       | 64.9%        | [ JR西日本 4 ]  | [ 大阪府 28 ] |
| 2017年（平成29年） | 22,972           | 1.4%   | 45位 | 15,064       | 65.6%        | [ JR西日本 5 ]  | [ 大阪府 29 ] |
| 2018年（平成30年） | 22,943           | -0.1%  | 46位 | 15,000       | 65.4%        | [ JR西日本 6 ]  | [ 大阪府 30 ] |
| 2019年（令和元年） | 22,896           | -0.2%  | 44位 | 15,046       | 65.7%        | [ JR西日本 7 ]  | [ 大阪府 31 ] |
| 2020年（令和02年） | 18,080           | -21.0% | 43位 | 12,670       | 70.1%        | [ JR西日本 8 ]  | [ 大阪府 32 ] |
| 2021年（令和03年） | 19,098           | 5.6%   | 40位 | 13,097       | 68.6%        | [ JR西日本 9 ]  | [ 大阪府 33 ] |
| 2022年（令和04年） | 20,942           | 9.7%   | 42位 | 13,820       | 66.0%        | [ JR西日本 10 ] | [ 大阪府 34 ] |
| 2023年（令和05年） | 22,131           | 5.7%   | 42位 | 14,510       | 65.6%        | [ JR西日本 11 ] | [ 大阪府 35 ] |

### 年間利用状況
下表内の数値の単位は全て「千人」である。近年の1年間の乗降人員は以下の通り。
| 年度               | 乗降人員 | うち定期 | 出典         |
| ------------------ | -------- | -------- | ------------ |
| 2014年（平成26年） | 15,920   | 10,314   | [ 吹田市 1 ] |
| 2015年（平成27年） | 16,374   | 10,630   | [ 吹田市 1 ] |
| 2016年（平成28年） | 16,540   | 10,736   | [ 吹田市 1 ] |
| 2017年（平成29年） | 16,770   | 10,997   | [ 吹田市 1 ] |
| 2018年（平成30年） | 16,746   | 10,950   | [ 吹田市 1 ] |
| 2019年（令和元年） | 16,760   | 11,014   | [ 吹田市 2 ] |
| 2020年（令和02年） | 13,198   | 9,249    | [ 吹田市 3 ] |
| 2021年（令和03年） | 13,942   | 9,561    | [ 吹田市 4 ] |
| 2022年（令和04年） | 15,288   | 10,089   | [ 吹田市 5 ] |
| 2023年（令和05年） | 16,200   | 10,621   | [ 吹田市 6 ] |

#### 乗車人員のみ
平成30年度公表分までは乗車人員のみの記載であった。
| 年度               | 乗車人員 | うち定期 | 出典          |
| ------------------ | -------- | -------- | ------------- |
| 1998年（平成10年） | 8,261    | 4,947    | [ 吹田市 7 ]  |
| 1999年（平成11年） | 8,220    | 4,911    | [ 吹田市 7 ]  |
| 2000年（平成12年） | 8,243    | 4,921    | [ 吹田市 7 ]  |
| 2001年（平成13年） | 8,285    | 4,964    | [ 吹田市 7 ]  |
| 2002年（平成14年） | 8,242    | 4,969    | [ 吹田市 7 ]  |
| 2003年（平成15年） | 8,282    | 5,020    | [ 吹田市 8 ]  |
| 2004年（平成16年） | 8,194    | 5,065    | [ 吹田市 9 ]  |
| 2005年（平成17年） | 8,140    | 5,077    | [ 吹田市 10 ] |
| 2006年（平成18年） | 8,141    | 5,086    | [ 吹田市 11 ] |
| 2007年（平成19年） | 8,105    | 5,090    | [ 吹田市 12 ] |
| 2008年（平成20年） | 8,090    | 5,088    | [ 吹田市 13 ] |
| 2009年（平成21年） | 7,914    | 5,043    | [ 吹田市 14 ] |
| 2010年（平成22年） | 7,846    | 5,026    | [ 吹田市 15 ] |
| 2011年（平成23年） | 7,834    | 5,014    | [ 吹田市 16 ] |
| 2012年（平成24年） | 7,796    | 4,988    | [ 吹田市 17 ] |
| 2013年（平成25年） | 7,921    | 5,071    | [ 吹田市 18 ] |
| 2014年（平成26年） | 7,960    | 5,157    | [ 吹田市 19 ] |
| 2015年（平成27年） | 8,187    | 5,315    | [ 吹田市 20 ] |
| 2016年（平成28年） | 8,270    | 5,368    | [ 吹田市 21 ] |
| 2017年（平成29年） | 8,178    | 5,363    | [ 吹田市 22 ] |

## 駅周辺
- 大和大学
- JR西日本吹田総合車両所
- JR西日本社員研修センター
- アサヒビール吹田工場 - アサヒビール発祥の地でもある。
- イオン吹田店 - 駅ビルを含む商業施設吹田さんくすの中核店舗
- メロード吹田 - 吹田駅北側の再開発で1996年に完成した38階建て高層ビル。
- 吹田市立さんくす図書館
- さんくすホール
- 吹田勤労者会館（室内プール）
- 吹田片山郵便局
- 吹田昭和郵便局
- 高城B遺跡 - 古墳時代から中世にまで続く集落跡。
- 「旭通商店街」「新旭町通商店街」「錦通り商店街」「栄通り商店街」「中通り商店街」「本通り商店街」「千日通商店街」「新旭町通食品街」「片山商店街」
- 吹田グリーンプレイス - JR西日本大阪開発がJR西日本社宅跡地に2016年6月にオープンさせたショッピングセンター

阪急電鉄千里線の吹田駅へは、直線距離で600メートルほど離れている。吹田市民は混同されないように、JRの駅である当駅を「JR吹田」、阪急電鉄の吹田駅を「阪急吹田」と区別している。
JRおおさか東線の南吹田駅（吹田市南吹田）とは約2キロメートル離れている。鉄路で直通はできず、新大阪駅経由となるが、両駅間を結ぶ路線バスが阪急バスにより運行されている。

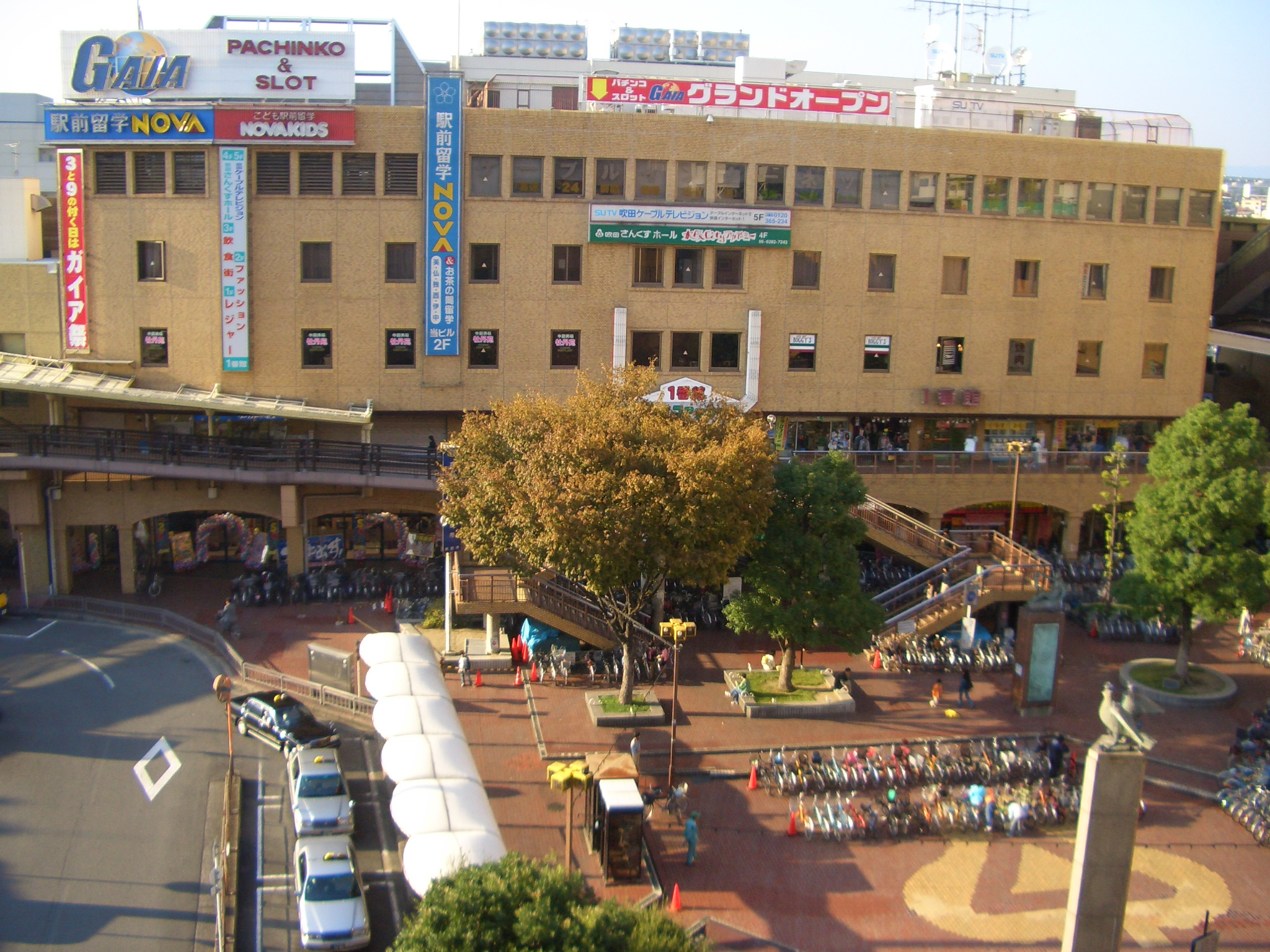
吹田さんくす
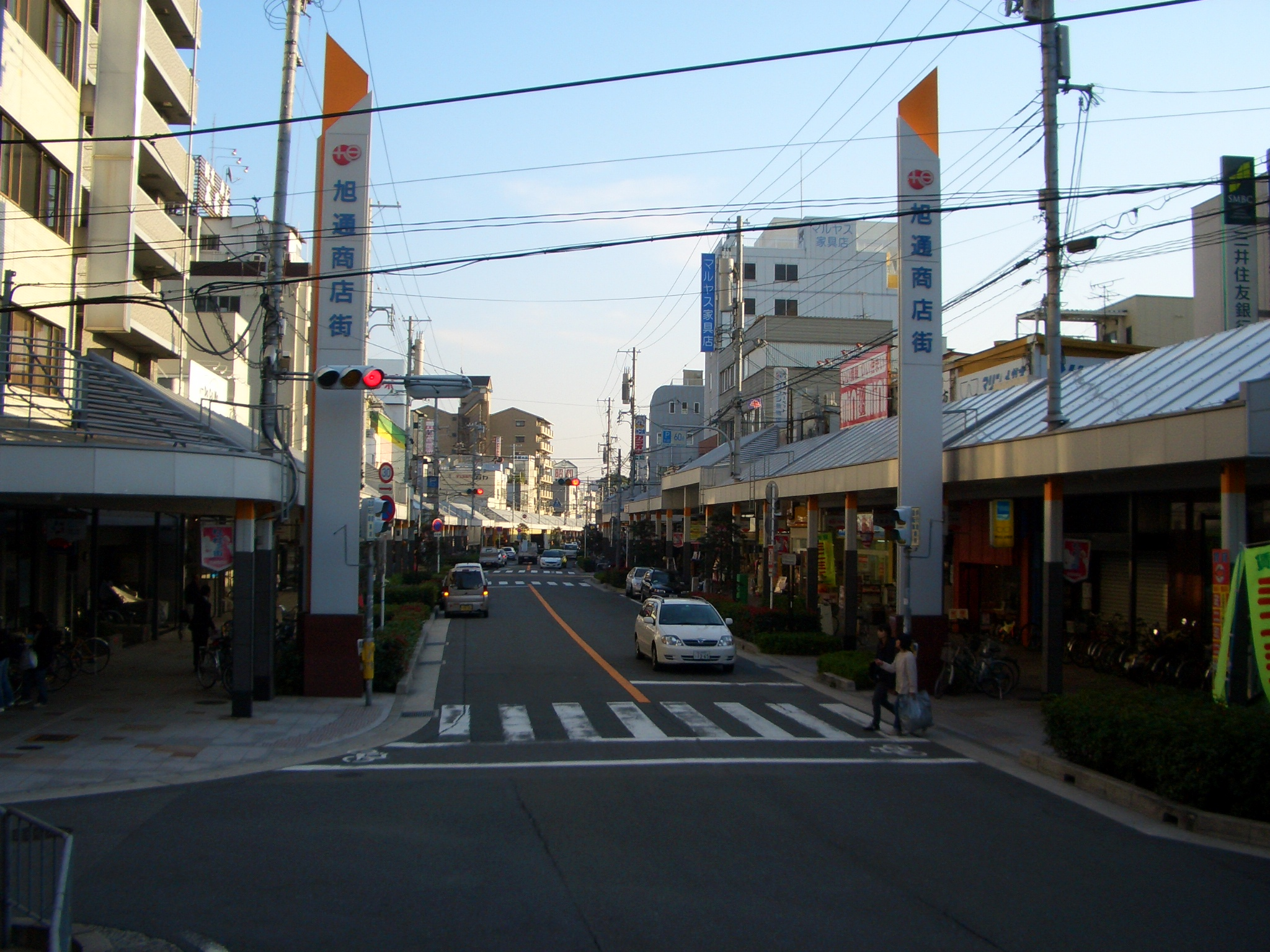
旭通商店街
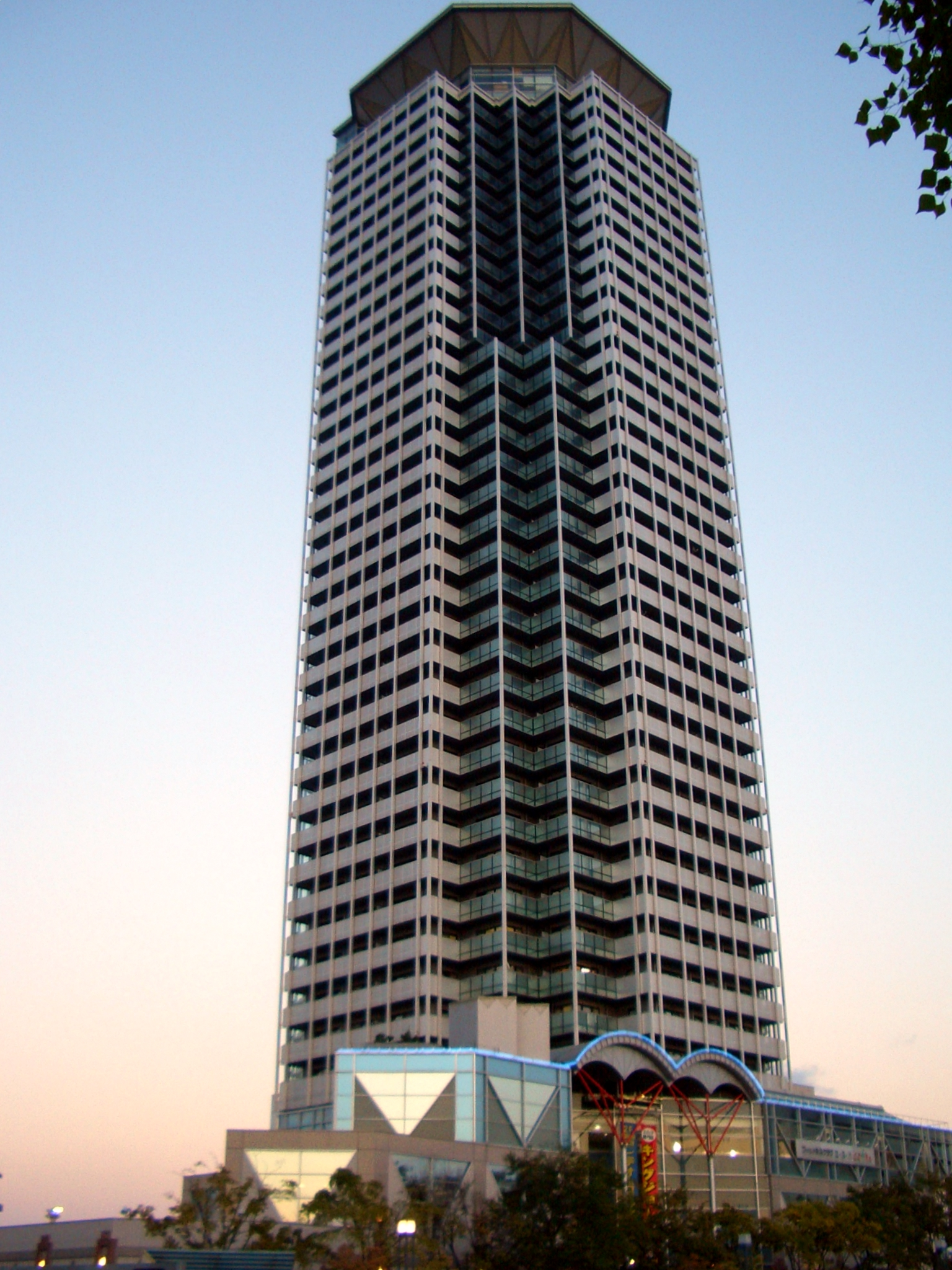
メロード吹田

## バス路線
駅の南北にバスロータリーが設けてあり、中央口からは南口、東口からは北口バスターミナルに連絡している。いずれも阪急バスのみが乗り入れる。
吹田市内線の一部には南口2番のりば始発で北口を経由して各方面へ向かう系統もある（多くは南口始発北口経由と北口始発の双方が設定されている）。該当する系統の備考欄については、南口で記載する内容と重複するものは北口では省略する。
南口の停留所名は吹田営業所が管轄している1・2・4・5番のりば発の系統が「JR吹田駅（南口）」、柱本営業所が管轄している3番のりば発の系統が「JR吹田」。北口は「JR吹田駅（北口）」。
2023年までは、南口に京阪バスも上新庄駅・守口市駅・大日駅・摂南大学方面への路線を乗り入れさせていた。
| のりば | のりば | 路線名                   | 系統・行先                         | 備考                                                                             |
| ------ | ------ | ------------------------ | ---------------------------------- | -------------------------------------------------------------------------------- |
| 南口   | 1      | 吹田市内線               | 10系統：桃山台駅/JR岸辺駅（南口）  | 一部便はJR岸辺駅（南口）止まり                                                   |
| 南口   | 2      | 吹田市内線               | 2系統：桃山台駅/亥子谷             | 駅北口にも停車、一部便は亥子谷止まり。平日の亥子谷行き最終は深夜バス（運賃倍額） |
| 南口   | 2      | 吹田市内線               | 3系統：桃山台駅                    | 昼間のみ運行。吹高口経由                                                         |
| 南口   | 2      | 吹田市内線               | 4系統：千里中央                    | 昼間のみ運行。駅北口にも停車                                                     |
| 南口   | 2      | 吹田市内線               | 12系統：千里中央/阪急山田駅        | 朝夕は阪急山田駅止まり。吹高口経由                                               |
| 南口   | 2      | 吹田市内線               | 13系統：原町二丁目方面             | 平日22時台の1本のみ運行。駅北口にも停車                                          |
| 南口   | 2      | 吹田市内線               | 19系統：吹田高校方面               | 右回りと左回りの2通りあり。駅北口にも停車                                        |
| 南口   | 2      | 吹田市内線               | 20系統：五月が丘西方面             | 駅北口にも停車                                                                   |
| 南口   | 3      | 吹田摂津線               | 30系統：ダイキン工業前             | 土休日は早朝の1本のみ                                                            |
| 南口   | 3      | 吹田摂津線               | 31系統：上鳥飼/摂津ふれあいの里    | 摂津ふれあいの里行きは平日初便のみ                                               |
| 南口   | 4      | 吹田線                   | 24系統：阪急園田駅/上津島          | 一部便は上津島止まり                                                             |
| 南口   | 5      | 吹田線                   | 86系統：阪急曽根駅                 |                                                                                  |
| 南口   | 5      | 10・86系統：吹田営業所前 |                                    |                                                                                  |
| 北口   | 1      | 吹田市内線               | 2系統：桃山台駅/亥子谷             | 平日23時台の亥子谷行き2本は深夜バス。片山小学校前経由                            |
| 北口   | 1      | 吹田市内線               | 6系統：阪急千里山駅                |                                                                                  |
| 北口   | 1      | 吹田市内線               | 13系統：原町二丁目方面             | 平日は南口発のほか、北口発の深夜バスが1本運行される。土休日は北口発の1本のみ     |
| 北口   | 1      | 吹田市内線               | 19系統：吹田高校方面               |                                                                                  |
| 北口   | 1      | 吹田市内線               | 20系統：五月が丘西方面             |                                                                                  |
| 北口   | 1      | 吹田市内線               | 21系統：万博記念公園駅             | 土休日のみ                                                                       |
| 北口   | 2      | 吹田市内線               | 4系統：千里中央                    |                                                                                  |
| 北口   | 2      | 吹田市内線               | 5系統：桃山台駅/亥子谷             | 19時台以降の3本は亥子谷止まり。原町二丁目経由                                    |
| 北口   | 3      | 吹田市内線               | 2・4・19・20系統：JR吹田駅（南口） |                                                                                  |

## 隣の駅
西日本旅客鉄道（JR西日本）
 JR京都線（東海道本線）
■新快速・■快速
通過
■普通
岸辺駅 (JR-A43) - 吹田駅 (JR-A44) - 東淀川駅 (JR-A45)
- 岸辺駅 - 当駅間には貨物駅として吹田貨物ターミナル駅があるが、施設は貨物線のみに存在しており、当駅構内の旅客線からは直接繋がっていない。

### 記事本文

### 利用状況
1. ↑  データで見るJR西日本：JR西日本
2. ↑  大阪府統計年鑑 - 大阪府
3. 1 2  吹田市統計書

#### データで見るJR西日本
1. ↑  “データで見るJR西日本2014” (PDF). 2014年10月8日時点のオリジナルよりアーカイブ。2024年10月3日閲覧。
2. ↑  “データで見るJR西日本2015” (PDF). 2015年9月28日時点のオリジナルよりアーカイブ。2024年10月3日閲覧。
3. ↑  “データで見るJR西日本2016” (PDF). 2016年9月28日時点のオリジナルよりアーカイブ。2024年10月3日閲覧。
4. ↑  “データで見るJR西日本2017” (PDF). 2017年9月22日時点のオリジナルよりアーカイブ。2024年10月3日閲覧。
5. ↑  “データで見るJR西日本2018” (PDF). 2018年9月25日時点のオリジナルよりアーカイブ。2024年10月3日閲覧。
6. ↑  “データで見るJR西日本2019” (PDF). 2019年9月26日時点のオリジナルよりアーカイブ。2024年10月3日閲覧。
7. ↑  “データで見るJR西日本2020” (PDF). 2020年10月7日時点のオリジナルよりアーカイブ。2024年10月3日閲覧。
8. ↑  “データで見るJR西日本2021” (PDF). 2021年10月20日時点のオリジナルよりアーカイブ。2024年10月3日閲覧。
9. ↑  “データで見るJR西日本2022” (PDF). 2022年10月6日時点のオリジナルよりアーカイブ。2024年10月3日閲覧。
10. ↑  “データで見るJR西日本2023” (PDF). 2023年10月7日時点のオリジナルよりアーカイブ。2024年10月3日閲覧。
11. ↑  “データで見るJR西日本2024” (PDF). 2024年9月27日時点のオリジナルよりアーカイブ。2024年10月3日閲覧。

#### 大阪府統計年鑑
1. 1 2  大阪府統計年鑑（平成2年） (PDF)
2. ↑  大阪府統計年鑑（平成3年） (PDF)
3. ↑  大阪府統計年鑑（平成4年） (PDF)
4. ↑  大阪府統計年鑑（平成5年） (PDF)
5. ↑  大阪府統計年鑑（平成6年） (PDF)
6. ↑  大阪府統計年鑑（平成7年） (PDF)
7. ↑  大阪府統計年鑑（平成8年） (PDF)
8. ↑  大阪府統計年鑑（平成9年） (PDF)
9. ↑  大阪府統計年鑑（平成10年） (PDF)
10. ↑  大阪府統計年鑑（平成11年） (PDF)
11. ↑  大阪府統計年鑑（平成12年） (PDF)
12. ↑  大阪府統計年鑑（平成13年） (PDF)
13. ↑  大阪府統計年鑑（平成14年） (PDF)
14. ↑  大阪府統計年鑑（平成15年） (PDF)
15. ↑  大阪府統計年鑑（平成16年） (PDF)
16. ↑  大阪府統計年鑑（平成17年） (PDF)
17. ↑  大阪府統計年鑑（平成18年） (PDF)
18. ↑  大阪府統計年鑑（平成19年） (PDF)
19. ↑  大阪府統計年鑑（平成20年） (PDF)
20. ↑  大阪府統計年鑑（平成21年） (PDF)
21. ↑  大阪府統計年鑑（平成22年） (PDF)
22. ↑  大阪府統計年鑑（平成23年） (PDF)
23. ↑  大阪府統計年鑑（平成24年） (PDF)
24. ↑  大阪府統計年鑑（平成25年） (PDF)
25. ↑  大阪府統計年鑑（平成26年） (PDF)
26. ↑  大阪府統計年鑑（平成27年） (PDF)
27. ↑  大阪府統計年鑑（平成28年） (PDF)
28. ↑  大阪府統計年鑑（平成29年） (PDF)
29. ↑  大阪府統計年鑑（平成30年） (PDF)
30. ↑  大阪府統計年鑑（令和元年） (PDF)
31. ↑  大阪府統計年鑑（令和2年） (PDF)
32. ↑  大阪府統計年鑑（令和3年） (PDF)
33. ↑  大阪府統計年鑑（令和4年） (PDF)
34. ↑  大阪府統計年鑑（令和5年） (PDF)
35. ↑  大阪府統計年鑑（令和6年） (PDF)

#### 吹田市統計書
1. 1 2 3 4 5  令和元年版吹田市統計書 (PDF)
2. ↑  令和2年版吹田市統計書 (PDF)
3. ↑  令和3年版吹田市統計書 (PDF)
4. ↑  令和4年版吹田市統計書 (PDF)
5. ↑  令和5年版吹田市統計書 (PDF)
6. ↑  令和6年版吹田市統計書 (PDF)
7. 1 2 3 4 5  平成15年版吹田市統計書 (PDF)
8. ↑  平成16年版吹田市統計書 (PDF)
9. ↑  平成17年版吹田市統計書 (PDF)
10. ↑  平成18年版吹田市統計書 (PDF)
11. ↑  平成19年版吹田市統計書 (PDF)
12. ↑  平成20年版吹田市統計書 (PDF)
13. ↑  平成21年版吹田市統計書 (PDF)
14. ↑  平成22年版吹田市統計書 (PDF)
15. ↑  平成23年版吹田市統計書 (PDF)
16. ↑  平成24年版吹田市統計書 (PDF)
17. ↑  平成25年版吹田市統計書 (PDF)
18. ↑  平成26年版吹田市統計書 (PDF)
19. ↑  平成27年版吹田市統計書 (PDF)
20. ↑  平成28年版吹田市統計書 (PDF)
21. ↑  平成29年版吹田市統計書 (PDF)
22. ↑  平成30年版吹田市統計書 (PDF)